# Camp de Vespasien

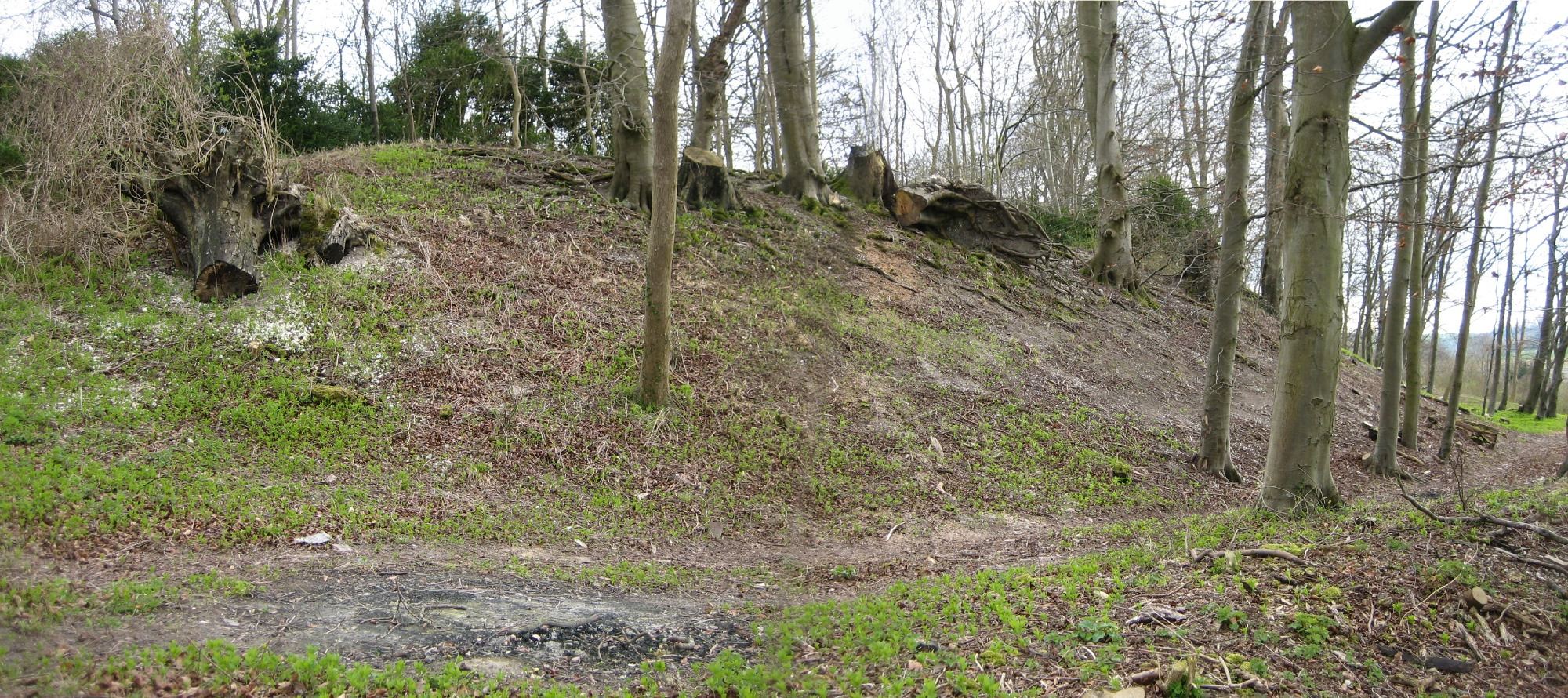
Talus nord du camp de Vespasien

Plan de la zone archéologique de Stonehenge, montrant la situation du camp de Vespasien.

Le camp de Vespasien est une colline fortifiée de l'âge du fer, située à Amesbury, dans le Wiltshire, en Angleterre, à moins de 3 km du site néolithique et de l'âge du bronze de Stonehenge, et à l'extrémité sud-est de l'« Avenue » de Stonehenge.

## Toponymie
Bien que le consul romain Vespasien ait fait campagne à travers le Wessex après l'invasion romaine de la Grande-Bretagne, rien ne permet de supposer qu'il soit venu à cette fortification ou ait eu aucune base militaire en cet endroit. Ce nom romantique a été donné au site par William Camden, qui a visité la région à l'époque élisabéthaine.

## Contexte
La colline fortifiée se situe immédiatement à l'ouest d'Amesbury, sur la rive nord du fleuve Avon et juste au sud de la route A303. Elle se trouve à l'intérieur des limites du site du Patrimoine Mondial de Stonehenge. Plusieurs autres collines fortifiées se trouvent à proximité, comme Danebury à l'est, Sidbury Hill et Casterley Camp au nord, Yarnbury Castle à l'ouest, et Figsbury Ring (en) et Old Sarum vers le sud. Ogbury Camp, à 5 km au sud, a peut-être été un satellite de l'enceinte du camp de Vespasien.
Du nord au sud, la longueur de la colline fortifiée est de 730 m et sa largeur de 374 m à l'extrémité sud, se réduisant à 100 m à l'extrémité nord. Elle couvre une superficie d'environ 15 hectares. Le talus a 40 m de large et jusqu'à 6 m de haut au-dessus du fossé en contrebas. Le fossé a jusqu'à 10 m de large, avec un faible remblai de contrescarpe s'étendant jusqu'à 18 m à l'extérieur du fossé, le tout donnant aux défenses une largeur maximale de 68 mètres.

## Histoire du site
La colline sur laquelle est établi le camp de Vespasien a été occupée durant le Néolithique, comme indiqué par des fosses néolithiques, près du centre. Les fouilles suggèrent que la colline a pu faire partie du paysage cultuel de Stonehenge au cours de cette période.
La première structure a dû être établie à la fin de l'âge du bronze (entre -1100 et -800) avec quelques éléments plus tardifs, du début de l'âge du fer (entre -700 et -350). Il semble y avoir eu une entrée sur chacun des côtés nord et sud. Le camp de Vespasien a une forme un peu inhabituelle, par rapport aux collines fortifiées de l'époque, avec un plan en forme de pointe de flèche. Les talus sud présentent des angles arrondis (peut-être pour s'adapter à la forme de la colline du côté de l'Avon), ce qui n'est pas un caractère commun aux autres collines fortifiées du Sud de l'Angleterre.
Les fouilles ont révélé une couche de déchets domestiques sur un mètre d'épaisseur, qui suggère que la colline a été fortement occupée après la construction des talus. L'absence d'éléments significatifs du milieu de l'âge du fer suggère que la population sur la colline a diminué durant cette période.
On a longtemps supposé que la plupart des vestiges archéologiques sur cette zone avaient été perdus au XVIIIe siècle, lors de l'aménagement paysager mené par le marquis de Queensberry, mais la recherche documentaire a montré que l'essentiel de la forteresse avait échappé à ces transformations, et des fouilles ont commencé en 2005, concentrées sur une zone proche du camp de Vespasien, connue sous le nom de Blick Mead. La première campagne a mis au jour des outils remontant au Mésolithique. Elle a aussi révélé que ce qui avait été pris pour les installations d'une ancienne source était peut-être une partie d'un lac saisonnier.
La poursuite des travaux, en 2010, a mis au jour une couche de 12 cm de matériel du Mésolithique, comprenant 10 000 pièces de silex et de plus de 300 pièces en os, présentées par le Professeur Tim Darvill comme « la découverte la plus importante faite à Stonehenge depuis de nombreuses années ». Les outils de silex ont été trouvés en parfait état, assez aiguisés pour couper les doigts de certains fouilleurs, et il est estimé que la couche peut encore s'étendre sur quelques centaines de mètres. L'un des outils découverts était en ardoise, un matériau qu'on ne trouve pas dans la région. Une source possible pourrait être une ardoise glaciaire erratique, bien qu'il n'en soit connu aucune dans le voisinage, ou bien l'ardoise pourrait provenir de la carrière la plus proche, située dans le Nord du pays de Galles. Si cette pièce d'ardoise en provient, cela montrerait l'existence d'échanges lointains, des milliers d'années avant ceux que l'on connaît à Stonehenge.
Les fouilles montrent les traces de fêtes au cours desquelles ont été consommés des aurochs, et aussi qu'il y avait là un centre de fabrication d'outils. On a découvert aussi une forme inhabituelle de site domestique du Mésolithique, consistant en un habitat familial semi-permanent , que l'on appelle une base. Les datations montrent que le site a été occupé entre -6250 et -4700, faisant de lui le plus ancien site résidentiel de cette zone.

## Du Moyen Âge à nos jours
Une route a été construite sur le sommet de la colline au cours du Moyen âge, qui sépare maintenant le coin sud du reste de la forteresse. La route A303 a été tracée à travers la partie nord de la colline dans les années 1970, juste au-dessous de la zone la plus septentrionale du talus.
Au cours du XVIIIe siècle, la colline a été aménagée par le marquis de Queensbury, autour de l'abbaye d'Amesbury. Une grotte, une perspective et des chemins d'accès ont été établis, accompagnés de plantations d'arbres.

## Sources
1. 1 2 3  « Vespasian's Camp », English Heritage (consulté le 23 avril 2013).
2. ↑  "The Megalithic Portal".
3. ↑  "Field work at Vespasian’s Camp".
4. 1 2 3  (en-GB) Carly Hilts, « Vespasian's Camp: Cradle of Stonehenge », Current Archaeology,‎ 19 avril 2013 (lire en ligne, consulté le 23 avril 2013).